# Hone Taiapa

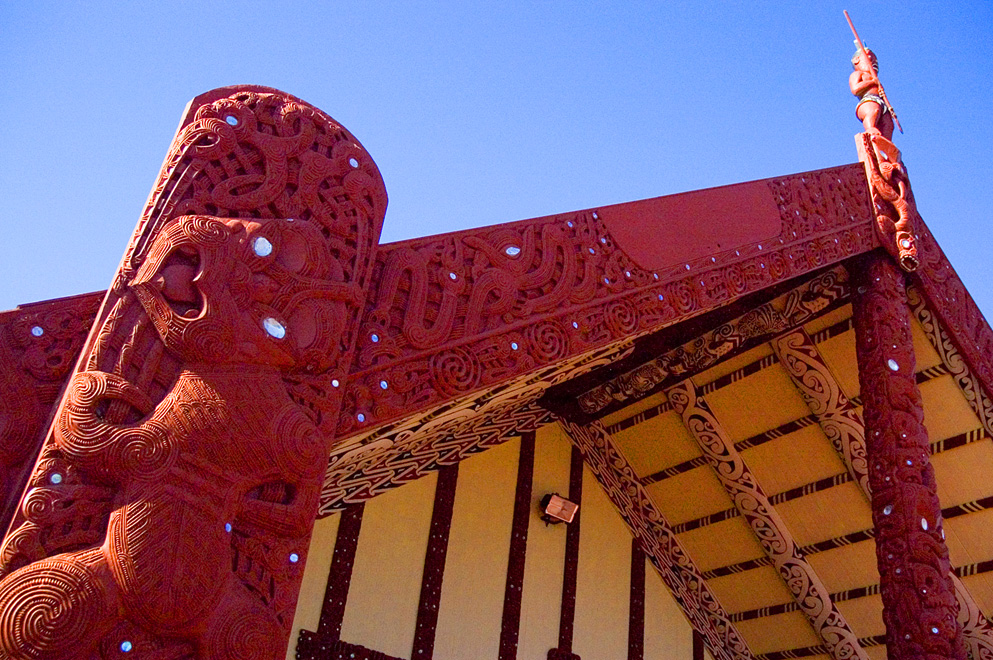
Marae: Tallas en edificios, al modo tradicional maorí en Isla Norte.

Hone Taiapa, también conocido como John Taiapa (Ngati Porou, 10 de agosto de 1911-10 de mayo de 1979), fue un escultor neozelandés, conocido por sus tallas de madera y sus trabajos de carpintería.

## Vida y obras
Era el hermano menor del maestro tallador maorí, Pine Taiapa.  Los dos hermanos trabajaron estrechamente con el político Sir Apirana Turupa Ngata, en la reintroducción de la escultura Māori en la nación tras la Segunda Guerra Mundial.  Ambos hombres, por ejemplo, demostraron las formas de talla Māori con la realización de las casas tradicionales en la isla Norte en la forma marae  como parte del programa del Departamento de Educación de Nueva Zelanda, para formar profesores que reintrodujesen las artes maorís en las escuelas infantiles. El poeta neozelandés Hone Tuwhare incluyó un poema acerca del tallador de madera, "On a theme by Hone Taiapa," en su colección de 1973, titulada bajo el título Something Nothing.
Lideró al equipo de escultores que tallaron la mayor parte de las piezas de Arohanui ki te Tangata en Lower Hutt, que fue inaugurado en septiembre de 1960.
Fue nombrado miembro de la Más Excelsa Orden del Imperio Británico en celebración del cumpleaños de la Reina de 1960.
Fue jefe del Instituto de Artes y Oficios Maorís de Nueva Zelanda, Escuela de Talla en  Whakarewarewa, Rotorua cuando abrió sus puertas en 1967.